# Biblioteka w Szkole
Biblioteka w Szkole. Czasopismo nauczycieli bibliotekarzy – miesięcznik instrukcyjno-metodyczny dla nauczycieli, wydawany od 1991 r.
Założyciel i redaktor naczelny – Juliusz Wasilewski.

## Działy
- Zagadnienia
- Warsztat pracy
- Prawo w szkole
- Czytelnik w bibliotece
- Scenariusze
- Krótko